# Get Carter
Get Carter é um filme policial britânico de 1971. O filme foi dirigido por Mike Hodges e estrelado por Michael Caine, Ian Hendry, Britt Ekland, John Osborne e Bryan Mosley. O roteiro foi adaptado por Hodges do romance de Ted Lewis lançado em 1969, Jack's Return Home.
O filme faz parte da lista dos 1000 melhores filmes de todos os tempos do The New York Times.
Quando seu irmão morre em circunstâncias misteriosas em um acidente de carro , em Londres o gangster Jack Carter (Caine) viaja para Newcastle para investigar.